# Gurjewsk (obwód królewiecki)
Gurjewsk, Romnowo (ros. Гурьевск, lit. Romuva, niem. Neuhausen) – miasto w obwodzie królewieckim, położone 7 km na płn. od Królewca (połączenie komunikacji miejskiej). Stolica rejonu gurjewskiego. W 2021 roku liczyło 19 670 mieszkańców.
Średniowieczne Romnowo było własnością kapituły sambijskiej, która wybudowała tu zamek. Powstał on najprawdopodobniej w pierwszych latach XIV wieku z polecenia biskupa Krystiana von Münhausena. W późniejszym okresie stał się on własnością zakonu krzyżackiego, a po 1525 był letnią rezydencją księcia Albrechta, który przekształcił go w podmiejski dwór myśliwski, otoczony ogrodem zwierzęcym (Tiergarten). Według legend zamek miał posiadać podziemne chodniki, łączące piwnice zamkowe z kościołem i młynem. Zamek w znacznej części zachował się do czasów współczesnych; po 1945 stał się bazą firmy budowlanej. Podobnie zachował się park zamkowy ze stawem (dawny Tiergarten, w którym utrzymywano dzikie i egzotyczne zwierzęta) oraz gotycki kościół parafialny z 1292, od XVI w. do 1945 ewangelicki, po 1990 przekazany Kościołowi Nowoapostolskiemu. W Neuhausen urodził się Albrecht Fryderyk Hohenzollern.
W mieście znajduje się skromne Muzeum Historii Kultury.
W rejonie znajduje się cywilny port lotniczy Królewca i obwodu, Chrabrowo (ros. Храброво, niem. Powunden, pol. Powiły, lit. Pavandenė, ang. Khrabrovo), położony 17 km na płn. od miasta. Inne interesujące miejscowości rejonu gurjewskiego, to m.in. Marjino, Nizowje i Rodniki.
Od 2005 partnerskie miasto Goleniowa, a od 2016 Nowego Miasta Lubawskiego. Ośrodek życia polonijnego.